# Bolitoglossa morio
Bolitoglossa morio är en groddjursart som först beskrevs av Cope 1869.  Bolitoglossa morio ingår i släktet Bolitoglossa och familjen lunglösa salamandrar. IUCN kategoriserar arten globalt som livskraftig. Inga underarter finns listade.